# 出たいドル!
『出たいドル!』（でたいドル）は、フジテレビ系列（FNN・FNS）で放送されているバラエティ番組・トーク番組『森田一義アワー 笑っていいとも!』で2008年10月2日から2009年10月1日まで、毎週木曜日に行なわれた日替わりコーナーである。

## 概要
コーナー司会はタモリが担当し、2008年10月2日から2009年3月11日放送までは、「出たいドル!」というコーナー名で「いいとも!」に出たいというアイドルやタレント、芸人を推薦人がプレゼンし、審査員全員（木曜レギュラー陣とゲスト）らが「見たいドル」という札が全員上がったら、カーテンの幕が開き、登場ができるというルールだった。
2008年12月18日と12月25日は、『冬休み特別企画 出たいドル甲子園』として、出演者をタレントではなく一般人学生とし、5 - 6組の出場者で合格した人の中から一人を選び、選ばれた人はこの後の日替わりコーナー「ザ・定番ショー」にも参加できたというものだった。
2009年3月19日放送以降から「出たいドル!デラックス」にリニューアルされ、タレントの推薦者、またはマネージャーが紹介する「いいとも!」に出たいタレントのアピールポイントを3つ（または4つ）紹介するのを見て、各木曜レギュラー陣が1人持ち点3点まで点数を付けることが出来る。点数の数だけゲストの登場のカーテンが上がり、合計点数が17点以上ならない限り登場することが出来ないという厳しいルールに変更された。
宍戸留美の曲『ナクヨアイドル平成2年』（1990年9月21日発売）の一節が、このコーナーのテーマ曲だった。

## コーナーに出演したアイドル・タレント・芸人

### 出たいドル!
| 放送日         | 出演者              |
| -------------- | ------------------- |
| 2008年10月2日  | 上原美優            |
| 2008年10月9日  | ユリーカ            |
| 2008年10月16日 | 佐藤唯              |
| 2008年10月23日 | ユージ              |
| 2008年10月30日 | LUNA                |
| 2008年11月6日  | コン・テユ          |
| 2008年11月13日 | 桜井美春            |
| 2008年11月20日 | 安西真実            |
| 2008年11月27日 | 長谷川真吾          |
| 2008年12月4日  | 井上由美子          |
| 2008年12月11日 | 小泉エリ            |
| 2009年1月8日   | なちゅ              |
| 2009年1月15日  | 源崎トモエ          |
| 2009年1月22日  | リエコ・J・パッカー |
| 2009年1月29日  | 本山華子            |
| 2009年2月5日   | 美甘子              |
| 2009年2月12日  | 浜田ブリトニー      |
| 2009年2月19日  | 渡辺万美            |
| 2009年2月26日  | パリス・ヒルトン    |
| 2009年3月5日   | 渡香奈              |
| 2009年3月12日  | 河井あき            |

### 出たいドル!デラックス
| 放送日        | 出演者                              |
| ------------- | ----------------------------------- |
| 2009年3月19日 | 照沼拓也                            |
| 2009年3月26日 | 西内裕美                            |
| 2009年4月2日  | 一之瀬まゆ                          |
| 2009年4月9日  | MariEri                             |
| 2009年4月16日 | 桜川ひめこ                          |
| 2009年4月23日 | いとうあこ                          |
| 2009年4月30日 | Early Morning（高島彩、中野美奈子） |
| 2009年5月7日  | 森はるか                            |
| 2009年5月14日 | メトロポリちゃんV                   |
| 2009年5月21日 | 福島和可菜                          |
| 2009年5月28日 | Tack                                |
| 2009年6月4日  | 川原麻衣（赤と黒）                  |
| 2009年6月11日 | 宇高志保                            |
| 2009年6月18日 | 中野裕太                            |
| 2009年6月25日 | 守永真彩                            |
| 2009年7月2日  | 原田まりる                          |
| 2009年7月9日  | 福田麻衣                            |
| 2009年7月16日 | 松本香苗                            |
| 2009年7月23日 | 酒井瞳                              |
| 2009年7月30日 | 桜組                                |
| 2009年8月6日  | 堀口茉純                            |
| 2009年8月13日 | りんご娘                            |
| 2009年8月20日 | 天野あい                            |
| 2009年8月27日 | チェキッ娘                          |
| 2009年9月3日  | 高里零                              |
| 2009年9月10日 | FICE                                |
| 2009年9月17日 | 福田彩乃                            |
| 2009年9月24日 | 梨沙帆                              |
| 2009年10月1日 | バックストリート・ボーイズ          |

## 備考
- 2009年10月1日放送をもって当コーナーは終了したが、登場出来なかったアイドルは2人のみ。コーナー中に登場出来なかったアイドルは手書きで自分の名前を書いたフリップを持ってエンディングで顔出し程度に数秒程登場するだけだった。
- 後に日本テレビ系列の情報バラエティ番組『おもいッきりDON!』[8]。第2部の水曜日コーナー「邦子の売り出しサンDONと釣れ!」にもゲスト出演した出演者も何人かいた[9]。
- 当コーナーに登場したアイドルのうち、後にテレフォンショッキングに登場した者は福田彩乃ただ1人[10]。初回に登場した上原美優は1度もテレフォンに出演することなく他界している[11]。
- 中には男性ファン4名を登場させ、自識過剰なパフォーマンスで会場をまとわせたり、土下座までして審査員にポイントを入れさせて強引に登場させたケースもあった[12]。